# 1898年のスポーツ
- 年度別スポーツ記事一覧

## アイスホッケー
- スタンレー・カップ優勝：モントリオール・ヴィクトリアズ (AHA)

## クリケット
- ジ・アッシズ（1897-1898シーズン）

オーストラリア （4勝1敗） イングランド

## 競馬

### イギリス
クラシック
- 2000ギニー - ディズレーリ
- 1000ギニー - ヌンナイサー
- エプソムダービー - ジェッダ
- エプソムオークス - エアズアンドグレーセス
- セントレジャーステークス - フライングフォックス

その他主要レース
- ジョッキークラブステークス - シリーン
- アスコットゴールドカップ - エルフ
- エクリプスステークス - ヴェラスケス
- プリンスオブウェールズステークス - ジェッダ
- チャンピオンステークス - ヴェラスケス
- グランドナショナル - ドロエダ

### アメリカ合衆国
- ウィザーズステークス - ザユグノー
- ベルモントステークス - ボーリングブルック
- ローレンスリアライゼーションステークス - ハンバーグ

### フランス
- パリ大賞典 - ルロアソレイユ
- ジョッケクルブ賞 - ガルドフー

### オーストラリア
- メルボルンカップ - ザグラフター

### 日本
- 帝室御賞典（春） - アイダホ
- 帝室御賞典（秋） - ウイスコンシン

## ゴルフ

### 世界4大大会（男子）
- 全米オープン優勝者：フレッド・ハード（アメリカ）
- 全英オープン優勝者：ハリー・バードン（イギリス）

## サッカー

### イングランド
- フットボールリーグ1部（1897-1898シーズン）優勝：シェフィールド・ユナイテッド
- FAカップ

ノッティンガム・フォレスト 3-1 ダービー・カウンティ

## 自転車競技
- 11月6日 - 内外連合自転車競争運動会（初めての国際競輪）、不忍池畔で開催

## テニス

### グランドスラム
- 全仏選手権　男子単優勝：パウル・アイメ（フランス）、女子単優勝：フランソワーズ・マッソン（フランス）
- ウィンブルドン　男子単優勝：レジナルド・ドハティー（イギリス）、女子単優勝：シャーロット・クーパー（イギリス）
- 全米選手権　男子単優勝：マルコム・ホイットマン（アメリカ）、女子単優勝：ジュリエット・アトキンソン（アメリカ）

## ハンドボール
- デンマークのH・ニールセン、ハンドボールを考案

## ボート
- オックスフォード・ケンブリッジ大学対抗レガッタ優勝：オックスフォード大学

## 野球

### アメリカ大リーグ
- ナショナルリーグ優勝：ボストン・ビーンイーターズ

## 陸上競技

### マラソン
- ボストンマラソン

優勝：ロナルド・マクドナルド（カナダ） 2時間42分00秒

## 誕生
- 1月2日 - ロアルト・ラルセン（ノルウェー、スピードスケート、+1959年）
- 1月15日 - エリック・ビュレーン（スウェーデン、陸上競技、+1986年）
- 2月9日 - ヘレーネ・エンゲルマン（オーストリア、フィギュアスケート、+1985年）
- 4月7日 - ヤコブ・チューリン・タムス（ノルウェー、スキージャンプ、+1954年）
- 4月21日 - エーロ・レートネン（フィンランド、陸上競技、+1959年）
- 6月1日 - カーチス・スティーブンス（アメリカ、ボブスレー、+1979年）
- 8月13日 - ジャン・ボロトラ（フランス、テニス、+1994年）
- 10月1日 - 久慈次郎（岩手県、野球、+1939年）
- 10月9日 - ジョー・シーウェル（アメリカ、野球、+1990年）
- 10月15日 - ブエラ・エル＝ワフィ（フランス、陸上競技、+1959年）
- 10月30日 - ビル・テリー（アメリカ、野球、+1989年）
- 11月12日 - レオン・シュツケリ（ユーゴスラビア、体操、+1999年）